# Richard Kleindienst

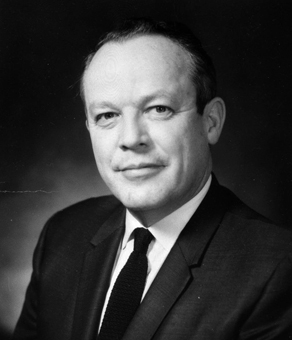
Richard Kleindienst

Richard Gordon Kleindienst (Winslow (Arizona), 5 augustus 1923 - Prescott, 3 februari 2000) was een Amerikaans jurist en politicus voor de Republikeinse Partij.

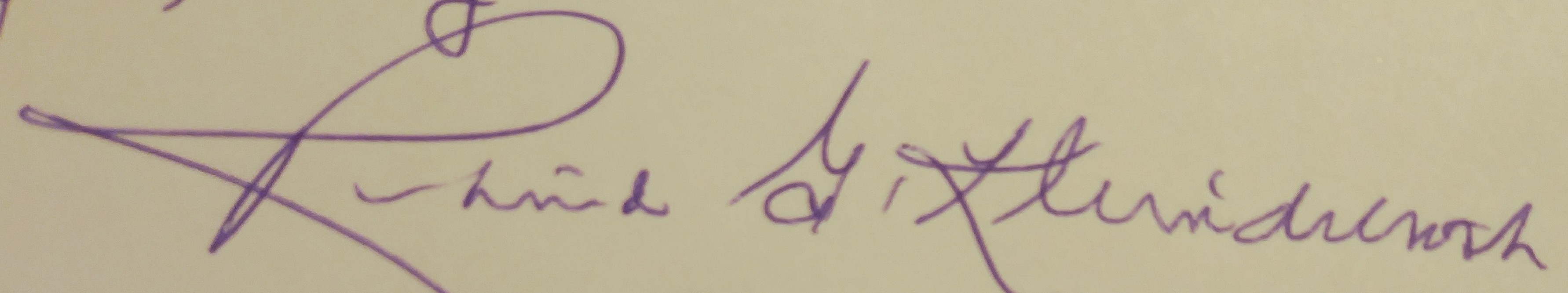

Hij doorliep Harvard Law School, waar hij afstudeerde in 1950. Van 1953 tot 1954 vertegenwoordigde hij de republikeinen in het Huis van Afgevaardigden van de staat Arizona. Daarna opende hij zijn eigen advocatenpraktijk, waarvoor hij tot 1969 zou blijven werken. In 1964 deed hij een gooi naar het gouverneurschap van Arizona, maar hij verloor van de Democratische kandidaat.
Van 1969 tot 1972 was hij staatssecretaris van Justitie onder John N. Mitchell in de regering van Richard Nixon. Toen  deze in 1972 de campagne voor Nixons herverkiezing ging leiden, volgde Kleindienst hem op als minister van Justitie.
Hij nam ontslag als minister ten gevolge van het Watergateschandaal op 30 april 1973, op dezelfde dag dat Nixon enkele andere naaste medewerkers ontsloeg dan wel liet vertrekken. Kleindienst keerde vervolgens terug naar zijn advocatenkantoor. Kleindienst was een vriend van de latere opperrechter William Rehnquist. Deze moest zich zelfs - vanwege zijn vriendschap met Kleindienst - terugtrekken uit de zaak die het Hooggerechtshof tegen Nixon voorbereidde.
Kleindienst overleed aan de gevolgen van longkanker
- Gemeinsame Normdatei: 1188255630
- International Standard Name Identifier: 0000 0000 8318 5290
- Library of Congress Control Number: n85055475
- National Archives and Records Administration: 10568492
- SNAC: w6ws94tn
- Virtual International Authority File: 114541934
- WorldCat: E39PBJxd3GHR9btpK7yWBx3WjC